# Stade Lichterfelde
Le stade Lichterfelde est un stade de football avec une piste d'athlétisme situé dans le quartier berlinois de Lichterfelde, dans l'arrondissement de Steglitz-Zehlendorf. Inauguré en 1929, il peut accueillir 4 300 spectateurs.
L'installation est aujourd'hui classée monument historique.

## Historique
Le 30 octobre 1924, les élus de la ville de Berlin décident de construire un complexe sportif pour un montant de 650 000 marks (environ 2,61 millions d'euros en parité de pouvoir d'achat dans la monnaie actuelle). Ils achètent alors un terrain situé au 3-17 de la Berliner Straße ,l'Ostpreußendamm actuelle, qui appartenait au commerçant Adalbert Stiehr. Le 17 décembre 1925, 313 000 marks supplémentaires sont mis à disposition du projet. Cet argent est destiné à financer l'aménagement d'un terrain d'environ 8,1 hectares pour les travaux de construction. Les travaux de terrassement commencent le 29 janvier 1926 et sont réalisés en tant que chantiers de travail pour les sans emplois. Les deux terrains d'entraînement sont achevés à l'automne 1926 et le terrain de football est prêt à être livré au printemps 1928. Les archives de l'office des sports et des bains de Steglitz indiquent qu'il a coûté 228 000 marks. Les chantiers sont interrompus en raison des prix de la construction et de la pénurie de fonds publics, et ce n'est qu'en décembre 1928 que 110 000 marks supplémentaires sont accordés. Au début de l'été 1929, les bâtiments sont achevés pour 220 000 marks. L'inauguration du stade est faite le 16 juin 1929 par le maire de Steglitz, Martin Sembritzki. 1 000 gymnastes  ont effectué des compétitions de gymnastique suédoise et d'athlétisme.
En 1930, les travaux restants sont également terminés. Au total, l'acquisition du terrain ainsi que les travaux de génie civil et de construction ont coûté 1,3 million de marks. L'architecte est le conseiller municipal Fritz Freymüller. Un court de tennis couvert et une piscine intérieure et extérieure sont également prévus pour le complexe sportif, mais comme l'argent est rare, ces équipements ne sont pas été réalisés. On construit une piste de lutte, cinq terrains d'entraînement, trois pistes cendrées, deux terrains de football et trois courts de tennis. Pendant la période du national-socialisme, de 1933 à 1945, les installations du stade s’appellent Adolf-Hitler-Stadion. Les activités sportives sont fortement limitées en 1943, car le Luftgaukommando III ordonne de camoufler le stade pour des raisons de « sécurité aérienne ». Les installations du stade sont fortement endommagées par les effets de la guerre, le premier étage du bâtiment d'entrée de Freymüller a entièrement brûlé. Le terrain est utilisé deux fois après la fin de la guerre : Une partie comme terrain de baseball pour les troupes américaines, le reste comme champ de pommes de terre pour la population. Le stade est reconstruit à partir de 1949 pour 248 000 marks, dont 136 000 provenaient d'un don du peuple américain. Le chantier est achevé le 5 janvier 1951 et la même année, en mai, le stade est à nouveau inauguré.
À partir des années 1960, le stade est rénové par tranches à intervalles réguliers et son équipement est amélioré. Au cours des dix années qui ont suivi, plus de dix millions de marks ont été dépensés pour les installations déjà existantes et 26 millions pour les extensions du stade. Jusqu'à la fin des années 1970, le stade comporte encore des places debout autour de l'ensemble du terrain de football, puis uniquement derrière les tribunes. De même, les fosses de saut qui s'étaient trouvées à l'intérieur du terrain, ont été déplacées sur le bord extérieur, en dessous de la tribune. Pendant ces transformations, la piste cendrée qui servait de piste d'athlétisme a été remplacée par une piste synthétique. Dans les années 1980, les terrains cendrés de l'époque ont été équipés de projecteurs, puis transformés en terrains en gazon synthétique dans les années 1990. Au début du XXIe siècle, un restaurant a été construit sur le terrain du stade.

## Utilisation

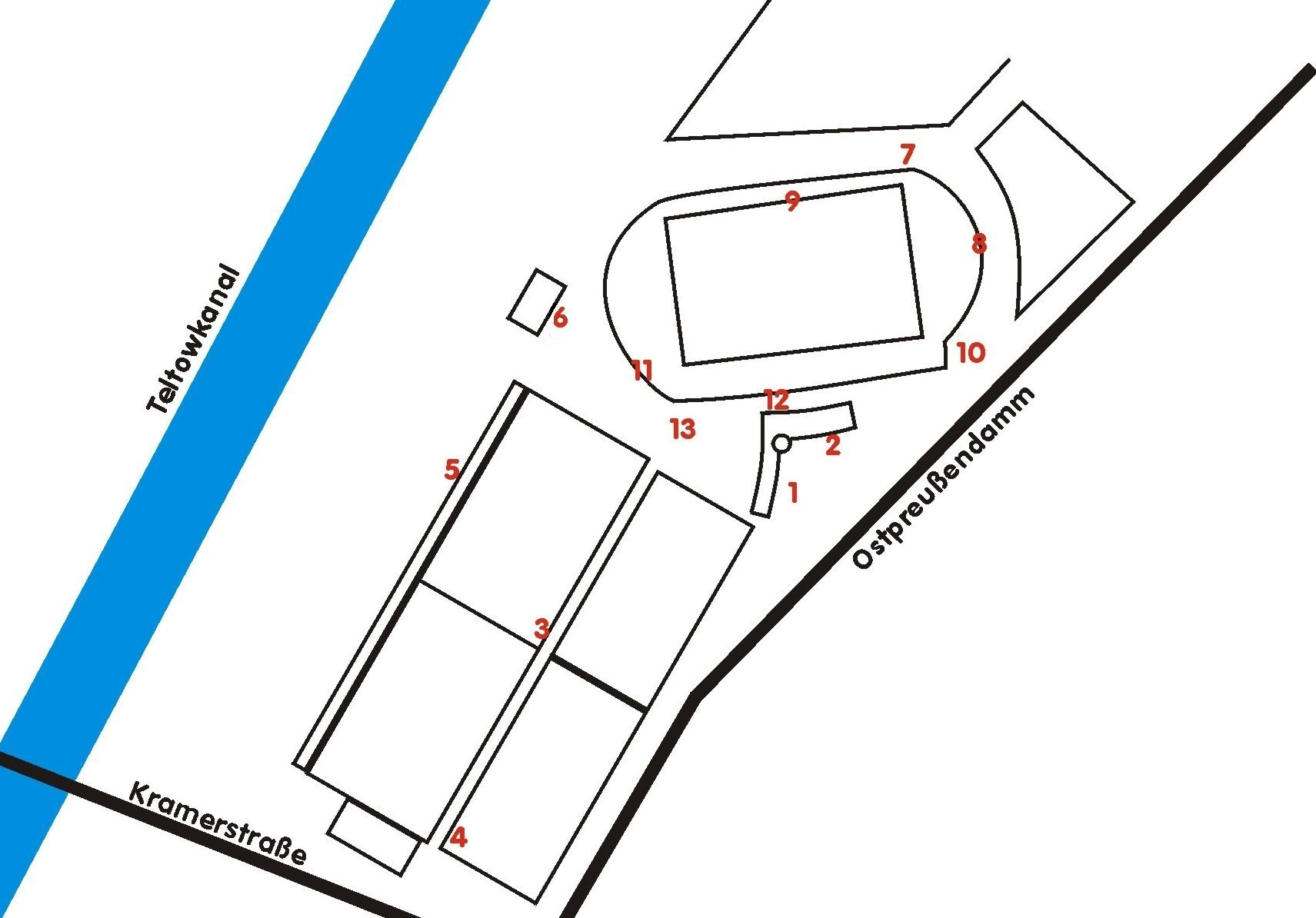
Schéma des installations du stade

Pendant la Coupe du monde de football 2006, le stade Lichterfelde sert de lieu d'entraînement aux équipes nationales suédoise et brésilienne. La pelouse du stade principal est rénovée à cet effet. Pour les championnats du monde d'athlétisme 2009, le stade est doté d'une nouvelle piste d'athlétisme de couleur bleue et d'une aire de lancer rénovée, et sert de lieu d'entraînement des athlètes étrangers pendant la compétition. Le stade a également été choisi par la Fédération allemande de football comme stade d'entraînement pour la Coupe du monde féminine de football 2011. Le Landessportbund Berlin l'a élu site sportif du mois d'août 2009.
Le club d'athlétisme Lichterfelde (TuSLI) et le club de football FC Viktoria 1889 Berlin, et anciennement son club parent, le Lichterfelder FC Berlin, occupent le stade. Après sa promotion en ligue régionale, le SV Tasmania Berlin a utilisé le stade Lichterfeld comme terrain de jeu pour la saison 2021-22, car son stade habituel, le Werner-Seelenbinder-Sportpark, ne remplit pas les conditions requises pour la quatrième plus haute division.

## Structures et équipements
Le stade peut accueillir 4 300 spectateurs, il compte 1 800 places assises dont 800 couvertes et 1 000 non couverts, et 2 500 places debout non couvertes.
Le stade dispose de deux terrains en gazon synthétique éclairés pour les matchs de football, d'un terrain en gazon synthétique pour les matchs de handball, de deux terrains en gazon de la taille d'un terrain de football pour différents exercices, de deux pistes d'entraînement pour les lanceurs de poids, d'un terrain d'entraînement pour les lanceurs de javelot et de marteau et d'un autre terrain d'entraînement.
Parallèlement aux deux terrains en gazon synthétique se trouvent une piste d'entraînement et deux fosses d'entraînement pour le saut en longueur. En outre, le stade dispose d'une piste de 400 mètres à six couloirs et d'un terrain en gazon à l'intérieur.